# پیز دادو
پیز دادو (به لاتین: Piz Dado) یک کوه در سوئیس است که در کانتون گراوبوندن واقع شده‌است. پیز دادو ۲٬۶۹۸ متر بالاتر از سطح دریا واقع شده‌است.